# Alsógyékényes
Alsógyékényes (románul Jichișu de Jos, németül Unterrohrbach) település Romániában, Kolozs megyében, az azonos nevű község központja.

## Fekvése
Déstől nyugatra 7,5 kilométer távolságra helyezkedik el.

## Története
Nevének változatai: Gykynus (1292), Gekenus patak (1315), Also-Gekenes (1448).
Első írásos említése 1219-ből származik. Első birtokosai a Kecsetiek voltak; 1467-ben Kecseti János és fia, Gál deák azt a kiváltságot kapták Hunyadi Mátyástól, hogy nem kellett katonákat elszállásolniuk. A község 1511-ben már a Bethlen család leltárában szerepelt. 1658-ban az ortodox egyházközségnek két papja volt. Görögkatolikus fatemplomát 1787-ben szentelték fel. A trianoni békeszerződés előtt Szolnok-Doboka vármegye dési járásához tartozott.
1850-ben 393, 1880-ban 346, 1900-ban 492, 1930-ban 612, 1941-ben 633, 1966-ban 663, 1992-ben 452 lakosa volt, döntő többségben románok.